# Liste der Abgeordneten zum Oberösterreichischen Landtag (XXI. Gesetzgebungsperiode)
Diese Liste der Abgeordneten zum Oberösterreichischen Landtag (XXI. Gesetzgebungsperiode) listet alle Abgeordneten zum Oberösterreichischen Landtag in der XXI. Legislaturperiode. Die Gesetzgebungsperiode reichte vom 16. November 1973 bis zum 24. Oktober 1979, die Angelobung der Abgeordneten erfolgte am 16. November 1973. Bei der Landtagswahl 1973 hatte die ÖVP wieder eine Stimmen- und Mandatsmehrheit gegenüber der SPÖ erreichen können, durch die Erhöhung der Abgeordnetenzahl von 48 auf 56 Mandate erreichte alle drei Landtagsparteien Mandatsgewinne. Von den 56 Mandaten entfielen 28 auf die ÖVP, 24 auf die SPÖ und 4 auf die FPÖ. Die vom Landtag gewählte Landesregierung Wenzl II ging ab dem 19. Oktober 1977 in die Landesregierung Ratzenböck I über.

## Funktionen

### Landtagspräsidenten
Die ÖVP stellte in der Gesetzgebungsperiode auf Grund ihrer relativen Mandatsmehrheit den Ersten Landtagspräsidenten. Lelio Spannocchi übernahm das Amt während der gesamten Gesetzgebungsperiode. Zweiter Landtagspräsident war Leo Habringer (SPÖ), die Funktion des Dritten Landtagspräsidenten wurde traditionell von der FPÖ besetzt.  Während der gesamten Gesetzgebungsperiode füllte der langjährige Dritte Landtagspräsident  Alois Bachinger diese Funktion aus.

### Klubobleute
Die Funktion des Klubobmannes hatte in der ÖVP ab 29. Mai 1978 Gerhard Possart inne. In der SPÖ übernahm zunächst Ernst Dürr das Amt des Klubobmann, bevor er am 27. November 1974  von Friedrich Freyschlag abgelöst wurde. Stellvertretender Klubobmann des SPÖ war während der XXI. Gesetzgebungsperiode Leo Habringer. In der FPÖ war Horst Schender Klubobmann.

### Landtagsabgeordnete
| Name                 | Fraktion | Anmerkung                                                  |
| -------------------- | -------- | ---------------------------------------------------------- |
| Bauer Walter         | FPÖ      |                                                            |
| Berghammer Johann    | SPÖ      | bis 1. Mai 1975                                            |
| Buchinger Johann     | ÖVP      |                                                            |
| Burgstaller Franz    | ÖVP      |                                                            |
| Dirngrabner Erich    | SPÖ      |                                                            |
| Diwold Johann        | ÖVP      | bis 19. Mai 1978                                           |
| Dürr Ernst Karl Leo  | SPÖ      |                                                            |
| Falch Friedrich      | ÖVP      |                                                            |
| Freyschlag Friedrich | SPÖ      |                                                            |
| Gföllner Alois       | ÖVP      | bis 8. Juli 1979                                           |
| Gressenbauer Leopold | SPÖ      |                                                            |
| Gruber Rudolf        | SPÖ      | ab 9. Juli 1979                                            |
| Grünner Karl         | SPÖ      |                                                            |
| Habringer Leo        | SPÖ      |                                                            |
| Happl Willibald      | SPÖ      |                                                            |
| Haslehner Franz      | ÖVP      |                                                            |
| Heigl Johann         | SPÖ      | bis 8. Juli 1979                                           |
| Hemetsberger Josef   | SPÖ      |                                                            |
| Hochmair Fritz       | ÖVP      | ab 19. Februar 1976 für Hubert Vorberger, bis 9. Juli 1979 |
| Hofer Franz          | ÖVP      |                                                            |
| Hofinger Leopold     | ÖVP      | bis 29. Mai 1978                                           |
| Hutterer Josef       | FPÖ      |                                                            |
| Lakitsch Maximilian  | SPÖ      | ab 5. Dezember 1974 für Josef Schützenberger               |
| Landlinger Josef     | ÖVP      | ab 3. November 1977 für Erwin Wenzl                        |
| Leitenbauer Franz    | ÖVP      |                                                            |
| Mayrhofer Wilhelm    | SPÖ      |                                                            |
| Mißbichler Markus    | SPÖ      |                                                            |
| Natzmer Helmut       | ÖVP      |                                                            |
| Neudorfer Franz      | ÖVP      | ab 9. Juli 1979                                            |
| Neudorfer Therese    | SPÖ      |                                                            |
| Nimmervoll Franz     | ÖVP      |                                                            |
| Oberreiter Oswald    | SPÖ      |                                                            |
| Ortner Josef         | SPÖ      |                                                            |
| Pauzenberger Paul    | ÖVP      |                                                            |
| Pernkopf Johann      | ÖVP      |                                                            |
| Possart Gerhard      | ÖVP      |                                                            |
| Praschl Anna Maria   | SPÖ      |                                                            |
| Preinstorfer Johanna | ÖVP      |                                                            |
| Ratzenböck Josef     | ÖVP      |                                                            |
| Rehberger Rupert     | ÖVP      |                                                            |
| Reisinger Ferdinand  | SPÖ      |                                                            |
| Reisinger Josef      | SPÖ      |                                                            |
| Reiter Hermann       | SPÖ      |                                                            |
| Ritzberger Gerhard   | ÖVP      |                                                            |
| Schender Horst Franz | FPÖ      |                                                            |
| Scheuba Hugo         | ÖVP      |                                                            |
| Schmidl Josef        | SPÖ      | ab 9. Juli 1979                                            |
| Schützenberger Josef | SPÖ      | bis 5. Dezember 1974                                       |
| Schwarzinger Alois   | SPÖ      |                                                            |
| Spannocchi Lelio     | ÖVP      |                                                            |
| Spitzbart Ernst      | SPÖ      |                                                            |
| Steinmayr Thaddäus   | ÖVP      |                                                            |
| Stumpfl Rudolf       | ÖVP      |                                                            |
| Teufel Josef         | SPÖ      |                                                            |
| Trauner Rudolf       | ÖVP      |                                                            |
| Voraberger Hubert    | SPÖ      | bis 17. Februar 1976                                       |
| Waidhofer Josef      | ÖVP      |                                                            |
| Weichselbaumer Karl  | ÖVP      | ab 29. Mai 1978 für Leopold Hofinger                       |
| Wenzl Erwin          | ÖVP      | bis 3. November 1977                                       |
| Wiesner Erich        | ÖVP      |                                                            |
| Wigelbeyer Werner    | ÖVP      |                                                            |
| Wimmer Rudolf        | SPÖ      | ab 16. Juni 1975 für Johann Berghammer                     |
| Winetzhammer Johann  | ÖVP      |                                                            |